# Salto de esqui nos Jogos Olímpicos de Inverno da Juventude de 2016
As competições de salto de esqui nos Jogos Olímpicos de Inverno da Juventude de 2016 foram disputadas na Arena de Salto de Esqui Lysgårdsbakkene em Lillehammer, na Noruega, entre os dias 16 e 18 de fevereiro. Três eventos foram realizados.

## Calendário
| Fevereiro      | 12 | 13 | 14 | 15 | 16 | 17 | 18 | 19 | 20 | 21 |
| -------------- | -- | -- | -- | -- | -- | -- | -- | -- | -- | -- |
| Salto de esqui |    |    |    |    | 2  |    | 1  |    |    |    |

|  | Dia de final |

## Qualificação
Cada país pode mandar no máximo dois atletas para a competição (1 masculino e 1 feminino). As melhores equipes no Troféu Marc Hodler de Saltos de Esqui no Campeonato Mundial Nórdico Júnior de 2015 mais o país-sede poderão enviar 2 atletas. As vagas que restaram foram distribuídas para os países não classificados, sendo apenas uma vaga, seja uma masculina ou uma feminina. O limite de vagas totais é de 45 atletas.

### Sumário
| CON                | Masculino | Feminino | Total |
| ------------------ | --------- | -------- | ----- |
| GER Alemanha       | 1         | 1        | 2     |
| AUT Áustria        | 1         | 1        | 2     |
| KAZ Cazaquistão    | 1         |          | 1     |
| SLO Eslovênia      | 1         | 1        | 2     |
| USA Estados Unidos | 1         | 1        | 2     |
| EST Estônia        | 1         |          | 1     |
| FIN Finlândia      | 1         |          | 1     |
| FRA França         | 1         | 1        | 2     |
| HUN Hungria        | 1         | 1        | 2     |
| ITA Itália         | 1         | 1        | 2     |
| JPN Japão          | 1         | 1        | 2     |
| NOR Noruega        | 1         | 1        | 2     |
| POL Polônia        | 1         | 1        | 2     |
| CZE Chéquia        | 1         | 1        | 2     |
| ROU Romênia        | 1         | 1        | 2     |
| RUS Rússia         | 1         | 1        | 2     |
| SUI Suíça          | 1         |          | 1     |
| TUR Turquia        | 1         |          | 1     |
| UKR Ucrânia        | 1         |          | 1     |
| Total de atletas   | 19        | 13       | 33    |
| Total de CONs      | 19        | 13       | 19    |

## Medalhistas
Masculino
| Evento                           | Ouro                        | Prata                      | Bronze                       |
| -------------------------------- | --------------------------- | -------------------------- | ---------------------------- |
| Pista normal individual detalhes | Bor Pavlovčič SLO Eslovênia | Marius Lindvik NOR Noruega | Jonathan Siegel GER Alemanha |

Feminino
| Evento                           | Ouro                     | Prata                      | Bronze                   |
| -------------------------------- | ------------------------ | -------------------------- | ------------------------ |
| Pista normal individual detalhes | Ema Klinec SLO Eslovênia | Sofia Tikhonova RUS Rússia | Lara Malsiner ITA Itália |

Misto
| Evento           | Ouro                                                | Prata                                              | Bronze                                               |
| ---------------- | --------------------------------------------------- | -------------------------------------------------- | ---------------------------------------------------- |
| Equipes detalhes | Ema Klinec Vid Vrhovnik Bor Pavlovčič SLO Eslovênia | Agnes Reisch Tim Kopp Jonathan Siegel GER Alemanha | Julia Huber Florian Dagn Clemens Leitner AUT Áustria |

## Quadro de medalhas
| Ordem | País          | Medalha de ouro | Medalha de prata | Medalha de bronze |   |
| ----- | ------------- | --------------- | ---------------- | ----------------- | - |
| 1     | SLO Eslovênia | 3               |                  |                   | 3 |
| 2     | GER Alemanha  |                 | 1                | 1                 | 2 |
| 3     | NOR Noruega   |                 | 1                |                   | 1 |
|       | RUS Rússia    |                 | 1                |                   | 1 |
| 5     | AUT Áustria   |                 |                  | 1                 | 1 |
|       | ITA Itália    |                 |                  | 1                 | 1 |
| TOTAL | TOTAL         | 3               | 3                | 3                 | 9 |